# デッドマンズ・ハンド

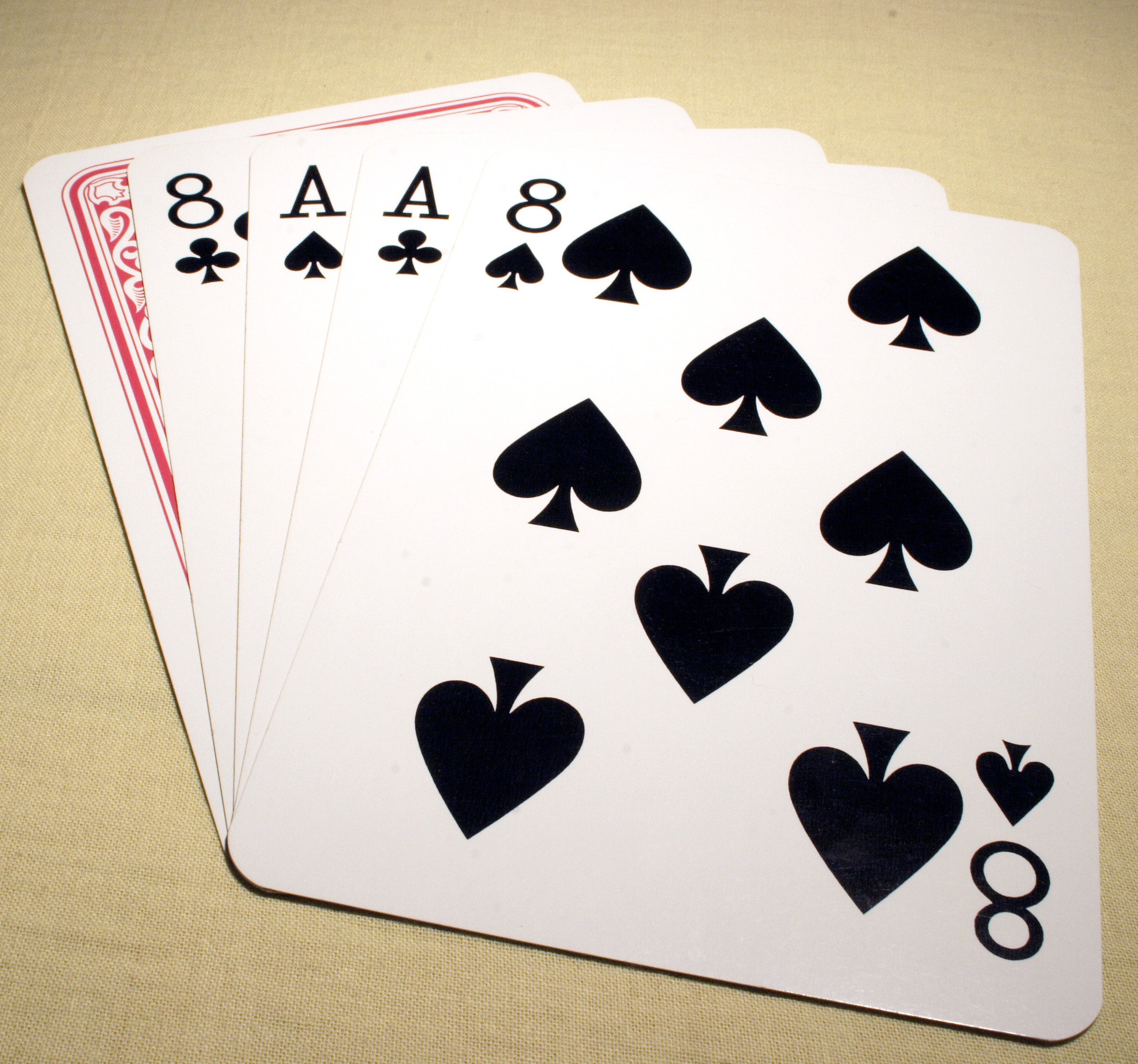
ワイルド・ビル・ヒコックが死んだ時の手札と噂されている、黒のAと8のペア。

デッドマンズ・ハンド（（英: Dead man's hand）、死人の手札）は、ポーカーの手札の組み合わせの一つである。
デッドマンズ・ハンドの組み合わせは、長年の間、様々なものが言われていた。現在では、デッドマンズ・ハンドは黒のエースと8のツーペアで描写されている。「5枚目の」カードは不明であり、この手札は、「西部開拓時代」の庶民の英雄で、保安官かつガンマンだったワイルド・ビル・ヒコックが暗殺された時の手札だと伝えられている。

## 初期の記録
ヒコックと結びつくのは1920年代以降のことであるが、「デッドマンズ・ハンド」という表現は19世紀の終わりから20世紀初めには登場していた。最初に「デッドマンズ・ハンド」について言及されたのは1886年であり、そこでは3枚のジャックと2枚の10のフルハウスを指していた。1903年の「迷信・伝承・オカルト科学百科事典(Encyclopaedia of Superstitions, Folklore, and the Occult Sciences)」では、ジャックと7の組み合わせを「デッドマンズ・ハンド」と呼んでいた。1907年にはエドモント・ホイル(Edmond Hoyle)が「ジャックと8の組み合わせ」をデッドマンズ・ハンドと紹介していた。

## ヒコックの手札
今日のデッドマンズ・ハンドの組み合わせが悪名を得るようになったのは、1876年8月2日、 ダコタ準州デッドウッドのナタル・アンド・マンズ・サルーン(Nuttal & Mann's Saloon)でジェイムズ・バトラー・ヒコック（「ワイルド・ビル」・ヒコックのほうが有名）が、ジャック・マコールに後頭部を撃ち抜かれた時にプレイしていたファイブスタッドポーカーの手札の言い伝えからである。 伝えられるところによれば、ヒコックの最後の手札は、黒いスートのエースと8のペアの組み合わせであった。

### 組み合わせ
西部史の歴史家である、カール・W・ブレイハン(Carl W. Breihan)の本によれば、カードはネイル・クリスティという男が床から拾い集め、彼の息子に引き継がれた。そして、息子がカードの組み合わせをブレイハンに話した。「ここにクリスティの息子が私に話したカードの正体がある、足跡の付いたダイヤモンドのエース、クラブのエース、クラブとスペードの8、そしてヒコックの小さな血痕が付いたハートのクィーンだ。」
ヒコックの伝記を書いたジョセフ・ロサ(Joseph Rosa)は手札の組み合わせをこう書いている、「一般に受け入れられた組み合わせは、スペードのエース、クラブのエース、2枚の黒の8、そしてクラブのクィーンが5枚目のカードである。」しかしながら、ロサはこの正しい手札を知ることができる同時代の証拠はないと言っている。「エースと8」のツーペアとしてのデッドマンズ・ハンドがカードゲーム用語として定着するのは、ヒコックの死から50年後の1926年出版のフランク・ウイルスタッチ(Frank Wilstach)の本、「Wild Bill Hickok: The Prince of Pistoleers」以降のことであった。

### 5枚目のカード
各2枚のエースと8に関連する話として、ヒコックの5枚目のカードの正体については、彼がカードを1枚捨てたか、ドローを銃撃で妨害され、5枚目のカードは受け取っていなかったという想像も含め、様々な主張がある。
デッドウッドに復元されたサルーンの歴史展示では、ダイヤモンドの9を5枚目のカードとして展示している。元々ナタル・アンド・マンズ・サルーンがあったラッキー・ナゲット・ギャンブリングホール(Lucky Nugget Gambling Hall)では、代わりにダイヤモンドのジャックを展示している。ラスベガス・ストリップのスターダスト・カジノでは、ダイヤモンドの5を展示に用いている。西部開拓時代がテーマのトレーディングカードゲーム・ドゥームタウン（とエキスパンジョンのドゥームタウン：リローテッド(Doomtown: Reloaded)）では、デッドマンズ・ハンドを最高級のカードとし、ダイヤモンドのジャックを5枚目のカードとしている。

## レガシー
ラスベガス・メトロポリタン警察署の殺人課と、アメリカ陸軍検視部(Armed Forces Medical Examiner System)がデッドマンズ・ハンドを記章に用いている。